# Repertorium Specierum Novarum Regni Vegetabilis
Repertorium Specierum Novarum Regni Vegetabilis (abreviado Repert. Spec. Nov. Regni Veg.) es una serie de libros con ilustraciones y descripciones botánicas que fueron editados por el botánico, profesor, fitogeógrafo y explorador alemán Friedrich Karl Georg Fedde. Se publicaron 51 volúmenes en los años 1905-1942, con el nombre de Repertorium Specierum Novarum Regni Vegetabilis. Centralblatt für Sammlung und Veroffentlichung von Einzeldiagnosen neuer Pflanzen. Fue sucedida en 1943 por Feddes Repertorium Specierum Novarum Regni Vegetabilis.